# Манорины
Манорины (лат. Manorina) — род воробьиных птиц из семейства медососовых (Meliphagidae).

## Описание
У представителей входящих в род видов закруглённые крылья и жёлтые клювы. За глазом имеется участок голой жёлтой кожи.
Эти птицы преимущественно насекомоядны. Свои гнёзда они помещают на какой-либо предмет (например, ветку дерева). Свисающих гнёзд не строят.

## Ареал
Обитают в Австралии.

## Систематика
В 1975 году австралийский орнитолог Ричард Шодд поместил роды крупных птиц (Melidectes, Pycnopygius, Anthochaera, Philemon, Acanthagenys, Entomyzon, Manorina, Meliphaga, Lichenostomus, Melithreptus) в одну ветвь эволюции медососов. На основании особенностей строения клюва Шодд и Mason полагали, что манорины находятся в близком родстве с Melithreptus. Молекулярные исследования Driskell и Christidis, однако, показали близкое родство с Melidectes, обитающими в Новой Гвинее.
Некоторые учёные считают, что Manorina melanotis является подвидом или морфой Manorina flavigula, представители этих видов образуют гибриды в части ареала. Однако, некоторые морфологические признаки позволяют считать их отдельными видами, а молекулярный анализ показал, что они сильнее отличаются друг от друга, чем от Manorina melanocephala. Эти три вида образуют кладу, которая является сестринской по отношению к Manorina melanophrys.

### Классификация
Международный союз орнитологов относит к роду 4 вида:
- Manorina flavigula (Gould, 1840) — Желтогорлая манорина
- Manorina melanocephala (Latham, 1801) — Черношапочная манорина
- Manorina melanophrys (Latham, 1801) — Манорина-колокольчик[1]
- Manorina melanotis (F. E. Wilson, 1911) — Черноухая манорина[1]

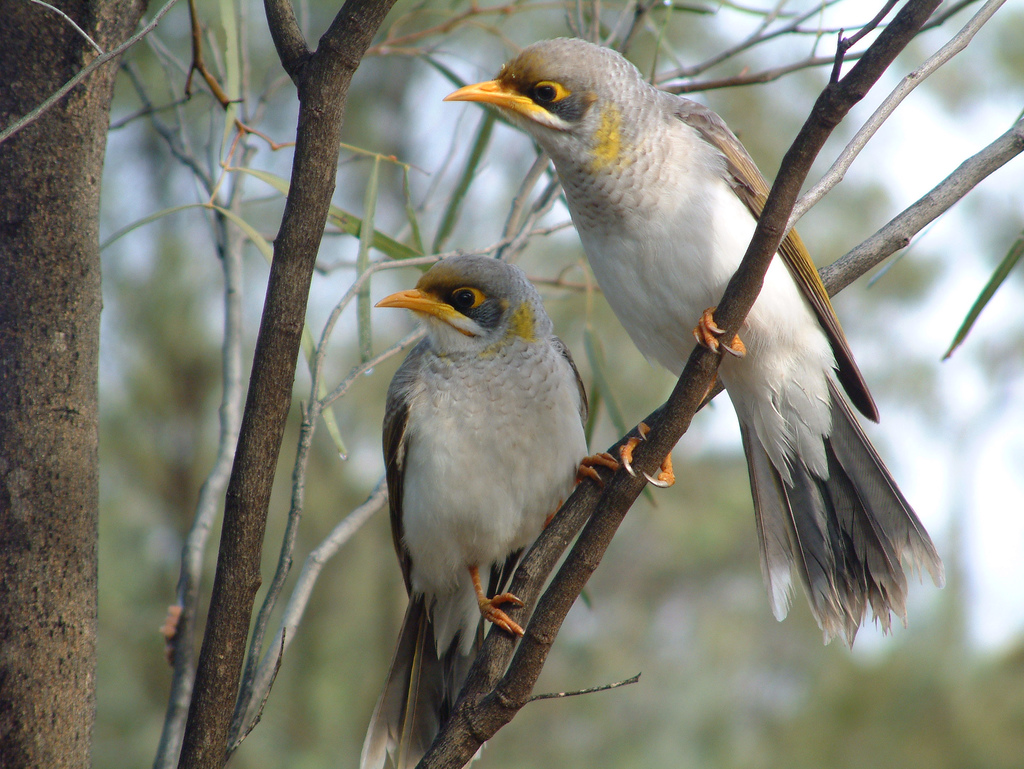
Желтогорлая манорина
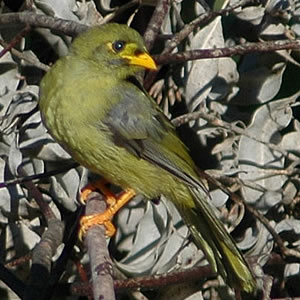
Манорина-колокольчик